# Questo amore
Questo amore (en français, Cet amour) est la chanson représentant l'Italie au Concours Eurovision de la chanson 1978. Elle est interprétée par Ricchi e Poveri.

## Eurovision
Le groupe Ricchi e Poveri et la chanson Questo amore sont sélectionnés en interne par la Radiotelevisione Italiana (RAI). Ricchi e Poveri est à l'époque un quatuor composé de Franco Gatti, Angela Brambati, Angelo Sotgiu et Marina Occhiena ; Marina Occhiena quittera le groupe en 1981. Le groupe a déjà eu du succès dans toute l'Europe avec Che sarà en 1971 ; l'autre grand succès du groupe, Sarà perché ti amo, sortira en 1981.
La chanson est la troisième de la soirée, suivant Mil etter mil interprétée par Jahn Teigen pour la Norvège et précédant Anna rakkaudelle tilaisuus interprétée par Seija Simola pour la Finlande.
À la fin des votes, elle obtient 53 points et finit à la 12e place sur vingt participants.

### Points attribués à l'Italie
| 12 points | 10 points | 8 points           | 7 points            | 6 points                                 |
| --------- | --------- | ------------------ | ------------------- | ---------------------------------------- |
|           | - Irlande | - Espagne - Monaco |                     | - Norvège - Royaume-Uni                  |
| 5 points  | 4 points  | 3 points           | 2 points            | 1 point                                  |
|           | - France  | - Luxembourg       | - Allemagne - Grèce | - Belgique - Portugal - Suisse - Turquie |